# Barcs
Barcs é uma cidade da Hungria, situada no condado de Somogy. Tem 122,9 km² de área e sua população em 2019 foi estimada em 10.501 habitantes.